# Тубље при Хрпељах
Тубље при Хрпељах (словен. Tublje pri Hrpeljah, итал. Tubliano или Tublie di Erpelle) је насељено место у општини Хрпеље-Козина, Обално-крашка регија, Словенија.

## Историја
До територијалне реорганизације у Словенији било је у саставу старе општине Сежана.

## Становништво
У попису становништва из 2011. године, Тубље при Хрпељах је имало 129 становника.
| Број становника према пописима | Број становника према пописима | Број становника према пописима |
| ------------------------------ | ------------------------------ | ------------------------------ |
| 1991                           | 2002                           | 2011                           |
| 97                             | 137                            | 129                            |

Напомена: До 1953. исказивано под именом Тубље.